# Tomobrachyta jenisi
Tomobrachyta jenisi är en skalbaggsart som beskrevs av Karl Adlbauer 2001. Tomobrachyta jenisi ingår i släktet Tomobrachyta och familjen långhorningar.
Artens utbredningsområde är Madagaskar. Inga underarter finns listade i Catalogue of Life.